# Bonyunia minor
Bonyunia minor là một loài thực vật có hoa trong họ Mã tiền. Loài này được N.E.Br. mô tả khoa học đầu tiên năm 1896.